# Charles de Chilly
Pour les articles homonymes, voir Chilly.
Charles Marie de Chilly est un acteur de théâtre, né le 3 décembre 1803 (11 frimaire de l'an XII) à Stenay, et, mort le 11 juin 1872 en son domicile dans le 10e arrondissement de Paris. Il réussit surtout dans l'emploi des traîtres et la direction de théâtre.

## Biographie

### Jeunesse
Il perdit de bonne heure son père, Gabriel François de Chilly, receveur des contributions, et il fut élevé par son oncle maternel, le colonel Michaud. Ses biographes, Manne et Ménétrier, ont reproduit son acte de naissance, qui donne le nom de sa mère : Reine, Charlotte, Clémentine, née Mercey de Lenoncourt. Son éducation terminée, il vint à Paris et entra dans une maison de commerce.

### Débuts d'acteur
Sa vocation pour le théâtre s'éveilla presque par hasard, en assistant au théâtre de la Porte-Saint-Martin à une représentation des Deux Forçats, mélodrame de Boirie, Carmouche et Poujol, où Marie Dorval tenait le premier rôle féminin. Il commença sa carrière dans un modeste théâtre du quartier Popincourt à Paris, puis sur la scène du théâtre Doyen, rue Transnonain, où il joua avec succès le rôle de Daiglemont neveu dans les Étourdis de François Andrieux. Une fois lancé dans cette voie, il se mit à étudier sérieusement cet art, qu'il n'avait jusque-là considéré que comme un agréable passe-temps, et il prit les conseils de Joanny. Il parut pour la première fois sur la scène de l'Odéon le 19 avril 1827, où il tint des rôles d'amoureux du répertoire classique, comme Valère de Tartuffe. Mais il n'y fut que convenable, sans rien qui le distinguât de la foule des acteurs médiocres qui tenaient cet emploi à Paris. Lassé de végéter dans cette situation, il s'engagea dans une troupe formée par Bocage et Sabatier. Avec elle, il circula pendant deux ans en province, passant entre autres à Moulins en 1827 et à Tours en 1828.
En 1829, il rentra à Paris, où il fut de nouveau engagé à l'Odéon pour des emplois de second amoureux dans la comédie et de seconds rôles dans la tragédie et le drame. Son intelligence, développée par son éducation soignée et la pratique, le fit remarquer, mais sans le placer au premier rang. Il créa néanmoins avec tout le succès que ces rôles pouvaient lui apporter :
- Mnester l'affranchi dans Une Fête de Néron, drame en cinq actes et en vers d'Alexandre Soumet et de Louis Belmontet, le 28 décembre 1829, « éclatant succès »[5] ;
- le comte Magnus de la Gardie dans Christine ou Stockholm, Fontainebleau et Rome, trilogie dramatique en cinq actes et en vers, avec prologue et épilogue d'Alexandre Dumas, le 30 mars 1830, « beaucoup applaudi, mais la première représentation ayant duré plus de cinq heures, la pièce fut ensuite beaucoup raccourcie »[5] ;
- dans Manon Lescaut, comédie en trois actes de Pierre Carmouche et Frédéric de Courcy, le 26 juin 1830. « On jouait au même moment deux autres Manon à Paris, en ballet à l'Opéra et en mélodrame à l'Ambigu ; la version de l'Odéon ne réussit qu'à moitié »[5] ;
- dans Guillaume Tell, tragédie en cinq actes et en vers de Michel Pichald, le 22 juillet 1830, « vif succès, mais la troisième représentation est arrêtée par la Révolution »[5] ;
- dans Nobles et bourgeois ou la Justice des partis, drame en cinq actes en prose de Frédéric Soulié et Hygin-Auguste Cavé, le 20 septembre 1830, « chute si sévère que les auteurs refusent que l'on dise leurs noms à la fin de la représentation »[5] ;
- dans le Roi fainéant ou Childebert III, tragédie en cinq actes et en vers de Jacques-François Ancelot, le 7 octobre 1830, « pièce ennuyeuse, heureusement égayée par un chahut permanent dans la salle ; une seule représentation, Ancelot retirant sa pièce »[5] ;
- Lefèvre, clerc d'Aubry, dans la Séparation, comédie en trois actes et en prose de Mélesville et Pierre Carmouche, le 1er novembre 1830, « succès »[5] ;
- dans Un changement de ministère, comédie en cinq actes et en prose d'Édouard Mazères et Empis, le 12 mars 1831, « succès, mais peu éclatant »[5] ;
- le marquis de Cavoye dans les Secrets de la Cour, comédie anecdotique en un acte et en prose d'Auguste Arnould et de Narcisse Fournier, le 31 mars 1831, « réussite »[5] ;
- dans Kernox le fou, drame en quatre actes et en vers de Cordelier-Delanoue, le 17 mai 1831, « l'auteur fut nommé, mais devant l'accueil fait à son nom, celui-ci choisit de retirer son étrange pièce »[5] ;
- dans le Jeune Prince, comédie-drame en trois actes et en prose de C. Merville, le 7 juillet 1831, « réussite »[5] ;
- Louis XIII dans l'Homme au masque de fer, drame en cinq actes et en prose d'Auguste Arnould et Narcisse Fournier, le 3 août 1831, « succès de larmes et d'argent »[5] ;
- dans Mirabeau, drame en cinq époques et sept tableaux de Victor Bohain, le 3 novembre 1831, « demi-succès, l'auteur désira garder l'anonymat »[5] ;
- dans le Clerc de la basoche, drame en cinq actes et en prose de Scribe, le 14 novembre 1931, « seulement quatre représentations et la pièce n'est pas imprimée »[5] ;

Le Parterre-Journal reprochait à Chilly à ses débuts des frétillements de corps et une prononciation impossible. Lui-même avouait que « dès qu'on entendait ma voix, même dans la coulisse, le public sifflait ». Cependant en 1831, la critique estimait qu'il était un « jeune amoureux dont la qualité la plus apparente est la chaleur ».

### Théâtre de la Porte-Saint-Martin
Depuis le début de 1831, Harel, le directeur de l'Odéon, voulait abandonner ce théâtre, qui le menait à la ruine, pour prendre un autre théâtre, mieux situé, et surtout qu'il pourrait gouverner à sa guise. L'Odéon étant en effet un théâtre subventionné, le directeur ne pouvait en gérer comme il l'entendait les finances, et devait se plier aux décisions du ministère des Beaux-Arts. Le 22 avril 1831, Harel se pourvut contre les décisions ministérielles devant le Conseil d'État, qui le débouta. Frappé par ce jugement, Harel traita définitivement avec le Théâtre de la Porte-Saint-Martin, et emmena avec lui une partie de la troupe, dont de Chilly, ainsi qu'une partie des auteurs : « Harel abandonne la rive gauche pour les Boulevards. Il est naturel que tout le romantisme émigre avec lui. », commente le numéro de juin 1831 de l'Archer, revue mensuelle de littérature et d'art.
De Chilly joua dans le Monomane, drame en cinq actes de Charles Duveyrier, Pinto ou la Journée d'une conspiration, drame historique en cinq actes et en prose de Népomucène Lemercier, Charles III, comédie-drame en quatre actes et en prose de Théophile Deyeux, et dans Marie Tudor, drame en trois actes et en prose de Victor Hugo, où le rôle du Juif, rendu par lui avec une verve amère et une sombre énergie, commença à attirer sérieusement sur lui l'attention du public. Indépendamment des rôles de jeunes premiers dans le drame, où plus d'une fois, il remplaça Lockroy sans trop de désavantage, il jouait dans le vaudeville et les comédies les amoureux, bien que son physique anguleux ne fût pas précisément en harmonie avec ce type d'emploi. Sa figure maigre, son nez proéminent, la spirituelle et railleuse expression de sa physionomie semblaient le désigner à tout autre rôle que celui de soupirant. « M. Chilly, quoique fort mince, est assez bien fait ; seulement on s'aperçoit trop qu'il a le nez au milieu du visage. » En 1836, il partit avec Delafosse à Amsterdam. Au Théâtre-Français de cette ville, il tint pendant un an des emplois de premier rôle dans le drame et la comédie. De retour à Paris, il entra au théâtre de l'Ambigu-Comique pour remplacer Saint-Firmin qui venait de mourir le 27 février 1839.

### Réussite dans le rôle des traîtres
Chilly débuta dans ce théâtre le 29 octobre 1839 en créant le rôle d'Arwed dans Christophe le Suédois, drame en cinq actes de Joseph Bouchardy, et il se fit applaudir aux côtés de Bocage. Bientôt il trouva sa véritable voie : il prit en chef l'emploi des traîtres, auquel son jeu et sa diction mordante donnèrent une physionomie distincte et caractéristique. Ce n'était plus le traître de l'ancien mélodrame, avec sa grosse voix, ses regards sournois, ses éclats de voix faisant rouler les R, et les gestes menaçants ; c'était un jeu plus mesuré, où la raillerie mordante est habilement dissimulée sous les dehors de l'homme du monde, dont la voix saccadée trahit seule parfois la passion de haine et de vengeance qui l'agite. Il rajeunit en quelque sorte par la souplesse de son talent et ses qualités naturelles ce type obligé du drame de boulevard.
Il joua ainsi le 27 septembre 1843 Montorgueil des Bohémiens de Paris, drame en cinq actes et huit tableaux d'Adolphe d'Ennery et d'Eugène Grangé, le 27 octobre 1845 Mordaunt des Mousquetaires, drame en cinq actes, dont un prologue, et treize tableaux d'Alexandre Dumas et d'Auguste Maquet, et surtout, le 23 juin 1849, Rodin du Juif errant, drame en cinq actes et dix-sept tableaux d'Eugène Sue, qui le plaça hors pair.
Indépendamment des pièces citées ci-dessus, de Chilly parut encore dans les rôles de :
- Duval de Montbailly ou la Calomnie, drame en cinq actes de Charles Desnoyers le 8 juillet 1840,
- Georges Landier dans Madeleine, drame en cinq actes d'Auguste Anicet-Bourgeois et d'Alexandre Martin, le 7 janvier 1843
- Ulric du Miracle des roses, drame en seize tableaux d'Hippolyte Hostein et d'Alexandre Martin,
- Gabestan des Talismans, drame fantastique en cinq actes et seize tableaux de Frédéric Soulié, le 30 janvier 1845
- Lazare des Péchés capitaux,
- Blavigny de la Jeunesse dorée, drame en cinq actes et neuf tableaux de Léon Gozlan
- Gringoire de Notre-Dame de Paris,
- Lavieuville de Marthe et Marie, drame en cinq actes et sept tableaux d'Anicet-Bourgeois et d'Adolphe d'Ennery
- Lorrain dans la Dame de la halle, drame en six actes et un prologue d'Auguste Anicet-Bourgeois et de Michel Gaudiohot-Masson, le 14 février 1852 ; « Lorrain-Chilly vole le testament. [...] C'est un  gredin qui ne s'effarouche pas pour si peu. » résume Cornélius Holff[7] ;
- Sir John Dudley de Sarah la créole, drame en cinq actes d'Adrien Decourcelle et d'Adolphe Jaime fils. « Chilly fait tous ses efforts pour ressembler à un Anglais. À notre sens, il ne réussit pas : l'originalité anglaise est facile à caricaturer, impossible à imiter. » critique Cornélius Holff[8] ;
- Hudson Lowe dans le Mémorial de sainte-Hélène, drame en dix-neuf tableaux de Michel Carré et de Jules Barbier, « rôle qui lui valut les insultes d'un public fanatique, le plus bel éloge que l'on puisse adresser à un artiste tenant l'emploi des traîtres »[4] ;
- Arezzo dans Jean le Cocher, drame en sept actes de Joseph Bouchardy. « [Ce monsieur] a l'air, au premier aspect, d'un hussard autrichien, mais ce n'est qu'un noble vénitien passablement canaille, puisqu'il nous est représenté par Chilly. [...] Chilly est parfaitement ridicule avec ce ton de voix saccadé qu'il prend pour le cachet du criminel de bonne compagnie. » commente Cornélius Holff[9] ;
- le sénateur Bird dans la Case de l'oncle Tom, drame en huit actes de Dumanoir ;
- d'Antas dans la Prière des Naufragés, drame en cinq actes d'Adolphe d'Ennery et de Ferdinand Dugué ;

Dans Shylock ou le Marchand de Venise, comédie en trois actes d'Alfred de Vigny, il fut un merveilleux Shylock.
En 1857, il parut au théâtre de la Gaîté et joua avec une profondeur sinistre un rôle d'avare fait à sa taille dans le Père aux Écus.

### Directeur de théâtre
De Chilly fut nommé directeur de l'Ambigu le 3 février 1858 après la mort de Charles Desnoyer. Sa gestion habile ramena à ce théâtre le public qui s'en était éloigné. Après lui avoir rendu une prospérité, qui devait peu à peu disparaître de nouveau sous ses successeurs moins heureux ou moins habiles, il devint, en 1867, associé à la direction du théâtre de l'Odéon, où il se signala par son expérience de directeur. Des œuvres littéraires reparurent au répertoire ; des artistes célèbres, comme Ligier, Frédérick Lemaître et Lafont, y vinrent créer des rôles. En 1872, il monta Ruy Blas avec Lafontaine, Geffroy, Mélingue, et Sarah Bernhardt. Ce fut un triomphe, avec 400 000 francs de recettes. Le 11 juin de cette même année, Victor Hugo donna au Brébant une fête intime aux artistes, pour célébrer le succès de la reprise de Ruy Blas. Chilly, déjà malade — il avait été frappé de paralysie — s'y rendit malgré tout. Il perdit soudain connaissance, frappé d'apoplexie. Son fils et Amédée Artus, son beau-frère, n'eurent que le temps de le reconduire chez lui, 46 rue des Marais, où il expira peu d'instants après. Sarah Bernhardt, au chapitre 21 de ses Mémoires, décrit longuement cette scène du repas où Charles de Chilly perdit connaissance.
Il laissa derrière lui la réputation d'un comédien expert, d'un directeur habile et d'un sociétaire dévoué à l'Association des artistes.
Il est inhumé au cimetière du Père-Lachaise (55e division).